# Comitê de Transição para a Salvação do Povo
Comitê de Transição para a Salvação do Povo (em francês: Comité de transition pour le salut du peuple) foi a autoridade governante implementada no Mali após o golpe de Estado de 1991 que derrubou o presidente Moussa Traoré. Esta junta militar governou o Mali de 26 de março de 1991 a 8 de junho de 1992. Seu único presidente foi Amadou Toumani Touré, que mais tarde se tornou presidente do Mali democraticamente eleito de 2002 a 2012, data em que outro golpe militar o depôs por sua vez.